# NGC 4210
NGC 4210 في الفهرس العام الجديد، هي مجرة، تقع في كوكبة التنين. اكتشفت في 20 مارس 1790 بواسطة ويليام هيرشل.

## روابط خارجية
- NGC 4210 على موقع ويكي سكاي: DSS2, SDSS, GALEX, IRAS, Hydrogen α, X-Ray, Astrophoto, Sky Map, Articles and images